# باشگاه فوتبال هینکسی
باشگاه فوتبال هینکسی (به انگلیسی: Association Football Club Hinksey) یک باشگاه فوتبال در شهر آکسفورد، کشور انگلستان است که در سال ۲۰۰۵ میلادی تأسیس شده‌است.